# قائمة الحاصلين على وسام البارالمبياد
وسام البارالمبياد هو أعلى جائزة تُمنح للحركة البارالمبية منذ عام 1994. يحصل الحائزون عليه على ميدالية تحمل شعار اللجنة البارالمبية الدولية. يُمنح وسام البارالمبياد للأفراد الذين قدموا مساهمات مميزة في الحركة البارالمبية.
وقبل عام 2003، كان يتم منح وسام الألعاب البارالمبية في ثلاث فئات: الذهبية والفضية والبرونزية.

## المستلمون

### التسعينيات
| سنة  | اسم                   | عنوان | NPC              | Lvl. |
| ---- | --------------------- | --- | ---------------- | ---- |
| 1994 | جيرهارد هايبرغ        | رئيس اللجنة المنظمة لدورة الألعاب الأولمبية الشتوية في ليلهامر عام 1994 واللجنة المنظمة لدورة الألعاب البارالمبية في ليلهامر عام 1994 | النرويج          |      |
| 1994 | جون ماجدال            | المدير الإداري لشركة LPOC | النرويج          |      |
| 1994 | ليل-أوني أوستيرن      | مدير مكتب LPOC | النرويج          |      |
| 1994 | رولف جينسن            | مستشار الأماكن في LPOC | النرويج          |      |
| 1996 | خوان أنطونيو سامارانش | رئيس اللجنة الأولمبية الدولية IOC | إسبانيا          |      |
| 1996 | أندرو فليمنج          | رئيس اللجنة المنظمة لدورة الألعاب البارالمبية في أتلانتا 1996                                                                         | الولايات المتحدة |      |
| 1998 | جورو يوشيمورا         | رئيس اللجنة المنظمة لدورة الألعاب البارالمبية في ناغانو 1998                                                                          | اليابان          |      |
| 1998 | تاسوكو تسوكادا        | عمدة ناغانو | اليابان          |      |
| 1998 | يوشيفومي ايهارا       | نائب الأمين العام | اليابان          |      |
| 1999 | جوان سكروتون          | الأمين العام السابق للاتحاد الدولي لرياضة الكراسي المتحركة في ستوك ماندفيل                                                            | بريطانيا العظمى  |      |

### العقد الأول من القرن الحادي والعشرين
| السنة | الاسم                             | عنوان | NPC              | Lvl.    |
| ----- | --------------------------------- | --- | ---------------- | ------- |
| 2000  | جون غرانت                         | رئيس لجنة تنظيم الألعاب البارالمبية في سيدني عام 2000 | أستراليا         |         |
| 2001  | روبرت ستيدوارد                    | أول رئيس للجنة الأولمبية المعادية الدولية | كندا             |         |
| 2001  | مايكل ركوب                        | مسؤول طبي سابق في مركز التأمين |                  |         |
| 2001  | أندري أوبيرجر                     | خازن سابق لـ IPC |                  |         |
| 2001  | إليزابيث دندي                     | رئيس سابق لمؤسسة الرياضة والترفيه الدولية للفشل الدماغي (CPISRA) | بريطانيا العظمى  |         |
| 2001  | لينا فاريا                        | رئيس سابق لـ CPISRA |                  |         |
| 2001  | إينريكي سانز                      | رئيس سابق للفيدرالية الدولية للاعبات العمياء (IBSA) |                  |         |
| 2001  | جيليرو كابيزاس                    | رئيس سابق لمنظمة الرياضة الدولية للمعاقين (ISOD) |                  |         |
| 2001  | هاري فانغ                         | والد المؤسسين لعبة الشرق الأقصى وجنوب المحيط الهادئ للمعاقين (FESPIC) | الصين            |         |
| 2001  | والتر تروجر                       | عضو ممثل اللجنة الأولمبية الدولية للاعبين المعوقين |                  |         |
| 2001  | جورج دانستان                      | ممثل إقليمي سابق لجنة الألعاب البارالمبية الدولية جنوب المحيط الهادئ | أستراليا         |         |
| 2001  | (غيلبرت فيللي)                    | مدير الرياضة للمنتدى الدولي للجمعية |                  |         |
| 2002  | بوب جارف                          | رئيس مجلس أمناء لجنة تنظيم سالت ليك 2002 (SLOC) |                  |         |
| 2002  | ميت رومني                         | الرئيس التنفيذي ورئيس SLOC | الولايات المتحدة |         |
| 2002  | (فرايزر بولوك)                    | نائب الرئيس التنفيذي ورئيس التشغيل في SLOC | الولايات المتحدة |         |
| 2002  | بوب مكلو                          | رئيس سابق لجمعية رياضة الكرسي الجري | أستراليا         |         |
| 2002  | (جودرن دولي-تيبر)                 | رئيس سابق لجنة العلوم في مجلس الدول الدولي للعلوم الرياضية والتعليم البدني |                  |         |
| 2002  | جيرترد كرومبولز                   | رئيسة سابقة للمجلس الدولي للرياضة في الكرسي المتحرك كرسيه عجلات رياضة الرقص |                  |         |
| 2002  | هانز ليندستروم                    | مسؤول تقني سابق في مركز التحكم في الأراضي والممثل الإقليمي في أوروبا |                  |         |
| 2003  | ياسوهيرو هاتسوياما                | عضو سابق في اللجنة التنفيذية للمجلس الدولي للصناعة والشرقية وممثل شرق آسيا |                  |         |
| 2003  | كولين رينز                        | رئيس جمعية الرياضة والترفيه الدولية للفشل الدماغي (CPISRA) |                  |         |
| 2003  | هيكتور راميرز                     | رئيس سابق لجمعية الكرسيات المتحركة الأمريكية، رئيس اللجنة الأرجنتينية للألعاب البارالمبية (COPAR)                                                                                       |                  |         |
| 2003  | دونالد روير                       | رئيس جمعية الرياضة الكندية لكرسي الكبيرةجمعية الرياضة الكندية لكرسي الكركاح |                  |         |
| 2003  | (جان ستون)                        | الأمين الفني لمجلس الرياضة في مجلس الدول الدولية للنساء في الرياضة |                  |         |
| 2003  | كارل وانغ                         | رئيس منظمة الرياضة النرويجية للمعاقين ورئيس اللجنة البارالمبية الأوروبيةاللجنة الأوروبية للمشاغب                                                                                        | النرويج          | النرويج |
| 2003  | خافيير غونزاليز                   | مدير الاتصال في الألعاب البارالمبية ومدير عميل العمل المؤقتالموظف |                  |         |
| 2004  | جيانا أنجلوبولوس-داسكاليكي        | رئيس اللجنة التنظيمية للألعاب الأولمبية في أثينا (ATHOC) | اليونان          | اليونان |
| 2004  | إيونيس سبانوداكيس                 | مدير إدارة |                  |         |
| 2004  | إيونا كاريوفيلي                   | المدير العام ل |                  |         |
| 2004  | لودفيك غاتمان                     | رائد الرياضة للأشخاص ذوي الإعاقة ومؤسس الحركة البارالمبية | ألمانيا          | ألمانيا |
| 2004  | منظمة الأمياء الوطنية (ONCE)      | بسبب مشاركتهم في الألعاب البارالمبية في برشلونة عام 1992 ودعمهم للحركة البارالمبي في إسبانيا ومساهماتهم في الاتحاد الدولي لرياضة الأعمى (IBSA)                                          | إسبانيا          | إسبانيا |
| 2005  | جاك بينديك                        | رياضي سابق، مندوب تقني في بطولة العالم والألعاب الاولمبية. رئيسة لجنة التزلج الألبي مجلس إدارة جمعية التزلج والثلج الأمريكيةجمعية الولايات المتحدة للتزلج والسكي                        |                  |         |
| 2005  | بيرجيتتا بلومكوست                 | ممثل سابق في مجموعة متنوعة من الاتحادات الرياضية (رئيسة لجنة السباحة 1984-1992 ورئيسة لجان رياضة الشتاء 1986-1992)                                                                      |                  |         |
| 2005  | كريس كوهين                        | رئيس اللجنة التنفيذية لكرة الرياضة في اللجنة الدولية |                  |         |
| 2005  | (لين كودنيز)                      | مساعد التنفيذي لـ IPC |                  |         |
| 2005  | (إيان هاريسون) المدير العام (مبي) | رئيس المؤسسة الدولية للمسافرين ذوي الإعاقة |                  |         |
| 2005  | روبرت جاكسون                      | مدير سابق ونائب رئيس ورئيس اتحاد ألعاب ستوك مانديفيل الدولي من 1972 إلى 1984 |                  |         |
| 2005  | كارول موشييت                      | مسؤول تقني سابق في اللجنة التنفيذية للجنة التشغيلية |                  |         |
| 2005  | إينريكي بيريز                     | رئيس سابق للفيدرالية الدولية للرياضة العمياء (IBSA) ورئيس الاتحاد العالمي للعمياءالاتحاد العالمي للعمى                                                                                  |                  |         |
| 2005  | دينغ فوانغ                        | رئيس اللجنة الوطنية الميلادية للألعاب الأولمبية في الصين، ووفدरेशन الأشخاص ذوي الإعاقة في الصين (CDPF) والرئيس التنفيذي لجنة تنظيم بكين 2008 (BOCOG)                                     | الصين            | الصين   |
| 2005  | ألبرت تريكو                       | مؤسس اللجنة الفاروقية البلجيكيةاللجنة الفارأومبية البلجيكية |                  |         |
| 2005  | ووانغ يوان داي                    | نائب رئيس جمعية الرياضة الكورية للمعاقين (KOSAD) ومؤسس جائزة "وانغ يون داي" |                  |         |
| 2006  | (مأكولات (يورك                    | عضو في فريق العمل الدولي الذي شكّل اللجنة الاولمبية الدولية (IPC) في عام 1989؛ نائب رئيس سابق للسياسة والتخطيط في اللجنة التنفيذية/الهيئة التنفيذية للجنة الاليمبية الدوليّة حتى عام 2005 |                  |         |
| 2006  | جوزيبي فيراري                     | الأمين العام لجنة تنظيم الألعاب الشتوية المباراة بالبطولة في تورينو 2006 (ComParTo) |                  |         |
| 2006  | بيورن هيدمان                      | عضو حالي في لجنة الدوبين والطبية في المجلس الدولي؛ مسؤول طبي في المجلس والدوبين والعضو في اللجنة التنفيذية/المجلس الإداري في المجلس (2001-2005)                                         |                  |         |
| 2006  | (فريد جانسن)                      | رئيسة حالية لمجلس الرياضة في المجلس؛ عضو سابق في اللجنة التنفيذية/المجلس الإداري في المجلس (1998-2005). تم اختيارها كعضو في مجلس إدارة الدول العالمية في مارس 2006                      |                  |         |
| 2006  | تيزيانا ناسي                      | رئيس اللجنة المنظمة للألعاب الاولمبية الشتوية في تورينو 2006 (ComParTo) |                  |         |
| 2006  | خوان بالاو                        | رئيس سابق لمنظمة الرياضة الدولية للمعاقين وممثل IOSD في اللجنة التنفيذية/المجلس الإداري من 1993 إلى 2005                                                                                |                  |         |
| 2006  | بوب برايس                         | رئيسة سابقة للجمعية البريطانية للألعاب الموازية. رئيس اللجنة الأوروبية للمشوارات الأولمبية (2001-2005) وأعضاء سابقين في اللجنة التنفيذية/المجلس الإداري من 2001 إلى 2005                |                  |         |
| 2006  | فرانسوا تيرانوفا                  | رئيسة سابقة لجنة الاتصال للألعاب البارالمبية منذ عام 1997؛ نائب رئيس سابق للألعاب الكمبية في اللجنة التنفيذية/الهيئة التنفيذية للمجلس الدولي (1997-2005)                                |                  |         |
| 2006  | (سيزار فاكيغو)                    | الرئيس التنفيذي لجنة تنظيم الألعاب الأولمبية الشتوية الـ XX (TOROC) |                  |         |
| 2007  | (سايلاس تشيانغ)                   | الأمين العام السابق لمؤسسة هونغ كونغ للرياضة المعوقة ، شارك في تنظيم ألعاب FESPIC لأكثر من 25 عامًا                                                                                      |                  |         |
| 2007  | سبايروس ستافريانوبولوس            | أول رئيس للجنة الألعاب اليونانية المباراة والنشط للرياضة للأشخاص ذوي الإعاقة في اليونان.                                                                                                |                  |         |
| 2008  | ليو تشي                           | رئيس بلدية بكين السابق،مقيم لجنة تنظيم بكين 2008 (BOCOG) ، عضو في المكتب السياسي للجنة المركزية للحزب الشيوعي الشيوعي الصيني، سكرتير لجنة بكين للحزب الشياسي الشيوعي                    |                  |         |
| 2008  | (هوي ليانغيو)                     | نائب رئيس الوزراء في مجلس الدولة عضو في المكتب السياسي لجنة الحزب الشيوعي الشيوعي المركزياللجنة المركزية للحزب الشيوعي الصيني                                                           |                  |         |
| 2008  | ليو ياندونغ                       | نائب رئيس BOCOG، عضو المكتب السياسي للجنة المركزية للحزب الشيوعي الشيوعي، مستشار الدولة                                                                                                 |                  |         |
| 2008  | (تشن زيلي)                        | نائب رئيس BOCOG، نائب رئيس اللجنة الدائمة للكونجرس الشعبي الوطنيالمؤتمر الشعبي الوطني                                                                                                   |                  |         |
| 2008  | دينغ فوانغ                        | رئيس اتحاد الصين للمعاقين (CDPF) ، رئيس تنفيذي لـ BOCOG، نائب رئيس اللجنة الوطنية لمؤتمر الشعب الصيني الاستشاري السياسي (CPPCC)                                                         |                  |         |
| 2008  | ليو بينغ                          | الرئيس التنفيذي ل وزير الإدارة العامة للرياضة في الصين رئيس اللجنة الأولمبية الصينية |                  |         |
| 2008  | (غو جينلونغ)                      | عمدة بكين رئيس تنفيذي لـ BOCOG | الصين            | الصين   |
| 2008  | تانغ شياوكوان                     | رئيس مجلس الإدارة والرئيس المديرين التنفيذيين لجمعية الأشخاص ذوي الإعاقة في الصين، نائب الرئيس التنفيذي لشركة بوكوج                                                                     |                  |         |
| 2008  | (زاو ونشي)                        | نائب مركز قيادة الألعاب البارالمبية، نائب رئيس لجنة بكين لجنة التعاون الدولية |                  |         |
| 2008  | مانولو روميرو                     | مدير إدارة خدمات البث الأولمبي (OBS) |                  |         |
| 2008  | آن إيبس                           | الأمين العام السابق لمجلس الألعاب البارالمبية في أيرلندا |                  |         |
| 2009  | (فاليري سوشكيفيتش)                | رئيس اللجنة الوطنية للألعاب البارالمبية في أوكرانيا |                  |         |
| 2009  | ماورا غريبة                       | المدير التنفيذي والسكرتير العام لجمعية الرياضة الدولية للكرسي المتحرك والشخصيات المصابين بالعجز                                                                                         |                  |         |
| 2009  | بول واترمارتنز                    | رئيسة سابقة لجنة الرياضة التقنية لـ IPC لرفع الطاقة |                  |         |
| 2009  | توني ساينسبري                     | نائب رئيس سابق لـ أوروبا وخمس مرات رئيس مهمة للفريق البريطاني للألعاب البارالمبية |                  |         |
| 2009  | جيري جونستون                      | مؤسس جمعية الكنديين للتزلج مع ذوي الإعاقة (CADS) |                  |         |
| 2009  | (جينز برومان)                     | رئيس سابق للفيدرالية الدولية للاعبات العمياء |                  |         |
| 2009  | بوب فيشر                          | رئيسة سابقة لجنة كرة القدم 7-a-side من جمعية الرياضة والترفيه الدولية لتهالك العقل (CPISRA)                                                                                             |                  |         |

### 2010s
1. ↑  The Paralympian - Issue 1/2010 نسخة محفوظة 2010-06-19 على موقع واي باك مشين., The Paralympian page 14, اللجنة البارالمبية الدولية (IPC)
2. ↑  Paralympic Order, اللجنة البارالمبية الدولية (IPC) نسخة محفوظة 2019-04-09 على موقع واي باك مشين.
3. ↑  China's Deng Pufang wins IPC top award, Official Website of the اللجنة الأولمبية الصينية[الإنجليزية], November 21, 2005 نسخة محفوظة 2016-03-03 على موقع واي باك مشين.
4. ↑  Paralympic Family Members Decorated with Medals نسخة محفوظة 2010-07-06 على موقع واي باك مشين., The Paralympian No. 2 / 2002
5. 1 2 3 4 5 6 7  Paralympic Family Members Decorated with Medals نسخة محفوظة 2010-07-06 على موقع واي باك مشين., The Paralympian No. 2 / 2002
6. ↑  "Paralympic Awards Winners Honoured in Kuala Lumpur". International Paralympic Committee. 21 نوفمبر 2009. مؤرشف من الأصل في 2025-02-21.

| السنة | الاسم                                                                       | عنوان | NPC              |
| ----- | --------------------------------------------------------------------------- | --- | ---------------- |
| 2010  | جون فيرلونغ                                                                 | الرئيس التنفيذي لجنة المنظمة |                  |
| 2010  | دينة الجبان                                                                 | مدير لعبة "فانوك" للألعاب الاولمبية |                  |
| 2010  | جاك بول                                                                     | رئيس مجلس الإدارة (منح بعد وفاته) |                  |
| 2010  | (روستي جويبل)                                                               | رئيس مجلس إدارة فانوك |                  |
| 2011  | ماتيشا بيرغ                                                                 | سبعة مرات من بطولة المرضى المرضى عضو اللجنة الوطنية للألعاب البارالمبية في ألمانيا (2011).                                                                          |                  |
| 2011  | لوكا بانكالي                                                                | رئيس اللجنة الوطنية الميلادية للألعاب الأولمبية في إيطاليا (2011). -مُشاركة في المشاركة في الألعاب المُشلولية ثمان مرات المفوض في الاتحاد الإيطالي لكرة القدم (2011). |                  |
| 2011  | نابيل سالم                                                                  | رئيس سابق للجنة الاولمبية الوطنية في مصر رئيس سابق للجمهورية الاولمبية الأفريقية، نائب رئيس سابق للجانة الاوليمبية الدولية.                                         |                  |
| 2011  | راندي سنو                                                                   | المباراة المباراة ثلاث مرات وأول مباراة المبارحة المباراة في الولايات المتحدة في قاعة المشاهير الأولمبية (2004).                                                    |                  |
| 2012  | سيباستيان كوي                                                               | رئيس لجنة لندن المنظمة للألعاب الأولمبية والبارالمبية (LOCOG) |                  |
| 2012  | بول دايتون                                                                  | الرئيس التنفيذي للوكوج |                  |
| 2012  | كريس هولمز                                                                  | مدير التكامل المتنامي للوكوج |                  |
| 2012  | بوريس جونسون                                                                | رئيس بلدية لندن خلال الألعاب الاولمبية الصيفية 2012 |                  |
| 2012  | كيث ميلز                                                                    | نائب رئيس لوكو |                  |
| 2013  | بوب بالك                                                                    | رئيس سابق لمجلس الرياضيين في المجلس الدولي | [ 3 ]            |
| 2013  | مايكل باريدو                                                                | رئيس سابق للفيدرالية الدولية للاعبات العمياءالاتحاد الدولي للاعبات العمياء                                                                                          | الفلبين          |
| 2013  | دانكان كامبل                                                                | مخترع الرجبي الكرسي المتحرك | [ 3 ]            |
| 2013  | جونكيل سولت                                                                 | رئيسة سابقة لجنة ركاب الخيول اللجنة الاولمبية الدولية | [ 3 ]            |
| 2014  | ديمتري تشيرنيشينكو                                                          | رئيس لجنة تنظيم الألعاب الأولمبية والبارالمبية في سوتشي لعام 2014                                                                                                   |                  |
| 2014  | ألكسندر غوروفوي                                                             | نائب رئيس الأمن بين الوكالات لدورة الألعاب الأولمبية الشتوية لعام 2014الأولمبياد الشتوي 2014                                                                        |                  |
| 2014  | ديمتري كوزاك                                                                | نائب رئيس الوزراء الروسي |                  |
| 2014  | فلاديمير لوكين                                                              | رئيس اللجنة الاولمبية الروسيةاللجنة الروسية للألعاب البارالمبية |                  |
| 2014  | (أناتولي باخوموف)                                                           | عمدة سوشي |                  |
| 2014  | أوليج سيرومولوتوف                                                           | رئيس الأمن بين الوكالات لدورة الألعاب الأولمبية الشتوية 2014 |                  |
| 2014  | ألكسندر تكافوف                                                              | محافظ كراسنودار كراي |                  |
| 2015  | الدكتور أكسل بولزنجر                                                        | طبيب العيون للجنة الألعاب الوطنية الموازية ألمانيااللجنة الوطنية للمشوارات الأولمبية ألمانيا                                                                        | [ 4 ]            |
| 2015  | جورجيوس فونتوولاكي                                                          | رئيس اللجنة اليونانية للألعاب البارالمبيةاللجنة اليونانية للألعاب الموازية                                                                                          | [ 4 ]            |
| 2015  | سيلفانا مستر                                                                | رئيسة سابقة لجنة التزلج الجبري | [ 4 ]            |
| 2016  | مواطنون في ريو دي جانيرو والبرازيل                                          | "لدعم بارز" لألعاب الألعاب البارالمبية الصيفية 2016 . | البرازيل         |
| 2016  | شعب حكومة ريو دي جانيرو                                                     | |                  |
| 2016  | المتطوعين والموظفين في الألعاب الأولمبية الصيفية 2016الأولمبياد الصيفي 2016 | |                  |
| 2017  | (آن كودي)                                                                   | | الولايات المتحدة |
| 2017  | السير فيليب كرافن                                                           | | المملكة المتحدة  |
| 2017  | بول ديبيس                                                                   | | الولايات المتحدة |
| 2017  | جيرارد ماسون                                                                | | فرنسا            |
| 2017  | كارل فيللم نيلسن                                                            | | الدنمارك         |
| 2017  | جاك روج                                                                     | | بلجيكا           |
| 2017  | ميغيل ساغارا                                                                | | إسبانيا          |
| 2018  | باتريك جارفيس                                                               | | كندا             |
| 2018  | لي هي-بوم                                                                   | | كوريا الجنوبية   |
| 2018  | تشوي مون سون                                                                | | كوريا الجنوبية   |
| 2018  | ييو هيونغكو                                                                 | | كوريا الجنوبية   |
| 2018  | كيم جوه                                                                     | | كوريا الجنوبية   |
| 2018  | كيم جيول                                                                    | | كوريا الجنوبية   |
| 2018  | كيم كيهونغ                                                                  | | كوريا الجنوبية   |
| 2019  | خوسيه لويس كامبو                                                            | |                  |
| 2019  | (غريغ هارتونغ)                                                              | | أستراليا         |
| 2019  | (آلان ديكسون)                                                               | |                  |
| 2019  | رودي فان دن أبيبيل                                                          | |                  |
| 2019  | باسام قصراوي                                                                | |                  |
| 2019  | محمود خسرافي ففا                                                            | |                  |
| 2019  | جورج شلاختنبرجر                                                             | |                  |

### 2020s
| سنة  | اسم                | عنوان                                                               | NPC     |
| ---- | ------------------ | ------------------------------------------------------------------- | ------- |
| 2021 | سايكو هاشيموتو     | رئيس اللجنة المنظمة لدورة الألعاب الأولمبية والبارالمبية طوكيو 2020 | اليابان |
| 2021 | توشيرو موتو        | الأمين العام للجنة المنظمة لألعاب طوكيو                             | اليابان |
| 2021 | تامايو ماروكاوا    | وزير دورة الألعاب الأولمبية والبارالمبية طوكيو 2020                 | اليابان |
| 2021 | يوريكو كويكي       | حاكم طوكيو                                                          | اليابان |
| 2021 | ميتسونوري توريهارا | رئيس اللجنة البارالمبية اليابانية                                   | اليابان |
| 2021 | تارو أسو           | نائب رئيس الوزراء السابق ورئيس الوزراء السابق لليابان               | اليابان |
| 2021 | يوشيرو موري        | الرئيس التنفيذي السابق                                              | اليابان |
| 2021 | يوشيهيدي سوجا      | رئيس وزراء اليابان                                                  | اليابان |